# О’Риордан, Майкл
Майкл О’Риордан (ирл. Mícheál Ó Ríordáin, англ. Michael O'Riordan; 12 ноября 1917, Корк, Корк, Соединённое Королевство Великобритании и Ирландии — 18 мая 2006, Дублин, Ленстер, Ирландия) — ирландский военный, государственный и политический деятель, председатель и генеральный секретарь Коммунистической партии Ирландии (1970—1984; 1984—1989).
Родился в 1917 году, через несколько дней после Октябрьской революции, в Корке. Из рабочей семьи ирландцев. После окончания школы ушёл в республиканское движение, и, тяготея к социализму, в 1936 году вступил в Коммунистическую партию Ирландии. Принимал участие в боях с антикоммунистами — «синерубашечниками» на улицах Корка. В 1937 году записался в интербригады и отправился воевать в Испанию против франкистов. В звании капрала служил в ирландской Колонне Коннолли в составе XV интербригады имени Авраама Линкольна, принял участие в битве на Эбро, где был ранен. После выздоровления репатриировался в Ирландию, участвовал в деятельности Ирландской республиканской армии, в 1940 году во время Второй мировой войны был интернирован, содержался в лагере, где вёл политическую работу среди товарищей по заключению.
После освобождения в 1943 году вступил в Лейбористскую партию Ирландии, а в следующем был исключён из неё по формальным причинам. В 1945 году основал Коркскую социалистическую партию, впервые принял участие в выборах в Палату представителей Ирландии (в дальнейшем ещё пять раз баллотировался, но безуспешно). В 1946 году женился, имел двоих детей. В 1948 году основал Ирландскую рабочую лигу, стал её генеральным секретарём. В 1962 году сохранил пост при переименовании лиги в партию, а в 1970 году стал генеральным секретарём единой Коммунистической партии Ирландии после объединения Ирландской рабочей партии и Коммунистической партии Северной Ирландии (созданной в 1941 году после упразднения единой компартии). В 1984 году ушёл в отставку, заняв должность национального председателя, которую покинул в 1989 году. Более 30 лет руководил в той или иной форме коммунистической организацией Ирландии, во всех вопросах придерживался просоветской линии, кавалер многих наград социалистического блока, политический публицист, написал несколько книг. Скончался в 2006 году в возрасте 88 лет в Дублине.

## Биография

### Молодые годы и начало политической деятельности
Ирландцы — народ гордый и свободолюбивый. Разные люди пытались подмять нас под себя, но ничего у них из этого не получилось. Ирландцы всегда остаются ирландцами, какой бы силой ни обладали пришельцы, и Корк тому самый наглядный пример.
Майкл О’Риордан родился 12 ноября 1917 года в доме № 37 на Поупс-Куэй в городе Корк. Появление на свет спустя несколько дней после Октябрьской революции, по мнению журналистов, предопределило его судьбу. Отец Майкла даже шутил, что залпы крейсера «Аврора» по Зимнему дворцу в Петрограде стали причиной преждевременных родов. Он стал пятым ребёнком в рабочей семье Майкла О’Риордана и Джулии Крид, уроженцев Бел-Аха-ан-Гэрхи, что в гэлтахте Западного Корка, известного богатой историей борьбы с землевладельцами, властью англичан и гомбинизмом. Отец работал возчиком в Коркских доках, водителем трамвая, а затем открыл собственную бакалейную лавку на Аделаида-стрит. Родители Майкла, набожные католики, были носителями ирландского языка, тогда как сам он изучил его только в лагере для интернированных в годы Второй мировой войны.
О’Риордан окончил школу Христианских Братьев Северного монастыря в Корке, где учился вместе с Джоном Линчем, будущим премьер-министром Ирландии. Несмотря на христианское образование, он стал атеистом. В 1933 году подростком, в возрасте 16 лет, О’Риордан вступил в республиканское скаутское движение «Фианна Эрен» во главе с Фрэнком Райаном, а затем в Ирландскую республиканскую армию, где стал ротным адъютантом. В 1930-х годах он участвовал в боях с членами квази-фашистского и антикоммунистического движения «синерубашечников» на улицах своего родного Корка. В это время О’Риордан тесно сдружился с социалистом Падаром О’Доннеллом. В 1934 году он вступил в организованный Райаном и О’Доннеллом Республиканский конгресс, а также стал членом Гэльской лиги. Некоторое время О’Риордан работал вместе с отцом в доках, а затем помогал ему в лавке. В 1936 году, оставаясь членом ИРА, он вступил в Коммунистическую партию Ирландии и начал работать в её официальной газете «Socialist Voice».

### Участие в гражданской войне в Испании
В 1937 году, следуя призыву О’Доннелла, около 200 ирландцев, в основном членов ИРА отправились на гражданскую войну в Испании воевать за республику в составе интернациональных бригад. Главной мотивацией для них стало противодействие восьми сотням «синерубашечников» во главе с Оуэном О’Даффи, по призыву католической церкви уже воевавших в ирландской бригаде в Испании на стороне националистов Франко. После беседы с генеральным секретарём компартии Шоном Мюрреем в Дублине, соврав о своём возрасте, 20-летний О’Риордан в одиночку отправился в Ливерпуль, затем на автобусе доехал до Лондона и вместе с присоединившимися к нему четырьмя другими бойцами ИРА приехал в Париж (Франция), откуда под руководством Иосипа Броз Тито и с помощью контрабандистов переправился через Пиренеи в Испанию.

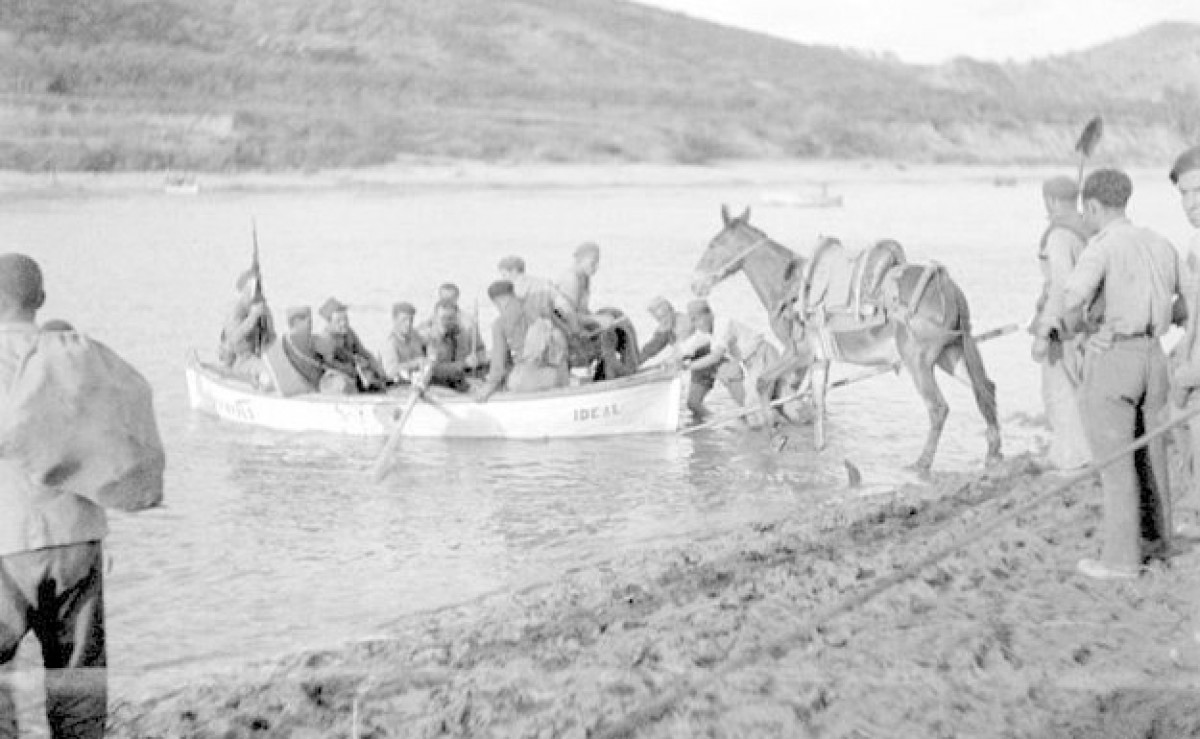
Переправа через Эбро, 1938 год

Отряд ирландцев в составе XV интербригады имени Авраама Линкольна был сформирован на базе интербригад в Мадригерасе, назван в честь лидера ирландских социалистов Джеймса Коннолли — Колонной Коннолли, и поручен в командование Райану. Прибыв в мае 1938 года в Фигерас, О’Риордан окончил школу капралов, получив звание капрала, а затем стал пулемётчиком в 4-й роте британского батальона. В последнем крупном наступлении республиканцев во время битвы на Эбро, в лунную ночь 25 июля 1938 года во время переправы через реку при пересечении каталонской границы О’Риордан был знаменосцем и по поручению командира нёс яркий красно-золотой флаг Каталонии. Атака застала врага врасплох и XV интербригада добралась до Гандесы, под которым 1 августа, через три дня после переправы, О’Риордан был ранен шрапнелью и осколками от немецкого снаряда во время обороны холма 481, известного как «Прыщ». Он был упомянут в донесениях командира, отметившего его особую храбрость и то, что он до последнего не оставлял своего пулемёта и не покидал поля боя.
После ранения О’Риордан был эвакуирован в Барселону, где лечился в госпитале Матаро до тех, пор пока все осколки не вылезли из ран. Там же, в Барселоне, отметил свой 21-й день рождения, достигнув совершеннолетия. Тем временем, мать О’Риордана постоянно молилась о его душе и без особого успеха писала в министерство иностранных дел с просьбой помочь в возвращении сына домой. Вскоре, в рамках международного соглашения республиканское правительство расформировало интербригады, и в ноябре О’Риордан стал очевидцем прощальной речи Долорес Ибаррури в адрес бригадистов: «Вы пришли к нам как братья, как сыны бессмертной Испании. Вы — история, вы — легенда». Пробыв семь месяцев в Испании, в 1938 году он репатриировался в Ирландию в составе последней группы ирландских добровольцев.

### Интернирование, первые послевоенные годы
В декабре 1938 года О’Риордан прибыл в Дублин, а затем вернулся в родной Корк, где продолжил активно участвовать в деятельности ИРА. В том же году О’Риордану было предложено вступить в армию Ирландии, но он отказался, однако занялся подготовкой подразделений ИРА в Корке. В 1940 году О’Риордан принял участие в неудачной попытке организации побега Томас Мак-Кертена-младшего из здания суда Корка — он, сын убитого в 1920 году лорд-мэра Корка, был приговорён к смертной казни по обвинению в убийстве полицейского. В 1941 году компартия прекратила свою деятельность на территории Ирландии, тогда как в Северной Ирландии продолжила существовать под именем Коммунистической партии Северной Ирландии.
В годы Второй мировой войны, во время чрезвычайного положения, введённого в нейтральной Ирландии правительством Имона де Валера, О’Риордан вместе с другими членами ИРА и коммунистами был интернирован и содержался в лагере Куррах. Арестован он был 22 февраля 1940 года без суда по распоряжению министра финансов Шона О’Келли, будущего президента Ирландии. В лагере О’Риордан был командиром Коркского барака; состоял в подпольной организации «Группа Коннолли», о которой стало известно властям по донесению британского секретного агента и поэта Джона Бетчемана; издавал антифашистский журнал «An Splannc», названный в честь ленинской «Искры»; изучал ирландский язык в классе члена ИРА и писателя Мартина ОʼКайна; также посещал курсы русского языка. Выпущен на свободу он был только 9 августа 1943 года приказом министра юстиции Джеральда Боланда, проведя 3 года, 10 месяцев и 4 дня в заключении.
Вернувшись в 1943 году в Корк, О’Риордан устроился на работу кондуктором автобуса и стал активным членом Союза ирландских работников транспорта и разнорабочих. В том же году он вступил в Лейбористскую партию, став основателем и секретарём её отделения в Корке, названного именем Лиама Меллоуза — ирландского республиканца, казнённого в 1922 году британцами. В 1944 году на ежегодной партийной конференции вместе с несколькими товарищами О’Риордан был исключён из её рядов, а отделение было распущено по причине слишком рьяной критики им антисемитизма, распространившегося среди рабочих и партийцев Корка, известного своей большой еврейской общиной. Между тем, официальной причиной их исключения значилось присутствие на съезде компартии в Белфасте в октябре 1943 года. В 1945 году О’Риордан основал Коркскую социалистическую партию и стал её секретарём, а затем без особого успеха принял участие в выборах в городской совет Корка. 14 июня 1946 года он стал кандидатом партии на довыборах в Палату представителей Ирландии от боро Корк, набрав почти 11 % и заняв третье место после кандидатов от партий «Фианна Файл» и «Фине Гэл», но в то же время опередив бывшего командира ИРА Тома Барри.

### На высоких партийных постах
Майкл О’Риордан сам является своим же посланием. Он обладает всеми достойными и дерзновенными характеристиками для того, чтобы быть представителем народа; поэтому-то ради них ему будет чертовски трудно победить. […] Он выглядит крепким парнем, поскольку, конечно, те, кто сражался за Республиканскую Испанию, были крепкими парнями. Ему нечего продать, кроме его души, и он вряд ли это сделает; хотя ему скажут, что держась за неё, он её и потеряет.
В 1946 году Майкл О’Риордан женился на Кэтрин «Кэй» Кеохэйн (1910—1991), убеждённой христианке и коммунистке из Клонакилти, сестра которой, Мэри Кеохэйн-Шиэн, долгие годы была председателем Корского отделения компартии. Медовый месяц чета О’Риорданов провела за посещениями членов ИРА, отбывавших заключение в тюрьме Паркхерст на острове Уайт. У них было трое детей: Мэри (скончалась в младенчестве), Бренда и Манус (будущий глава отдела исследований Союза работников сферы услуг и промышленности, секретарь Мемориального фонда Интернациональных бригад, член Европейского социально-экономического комитета). В 1947 году, в день похорон Джима Ларкина, О’Риордан переехал с женой в Дублин, где тоже стал работать кондуктором, водителем автобуса, оставшись активным членом профсоюза.
8 ноября 1948 года О’Риордан стал учредителем и генеральным секретарём Ирландской рабочей лиги, новой компартии Ирландии. 30 мая 1951 года он баллотировался от Ирландской рабочей лиги в Палату представителей Ирландии от округа Дублин Юг-Запад, набрав 0,70 %. Включая выборы 1951 года, О’Риордан пять раз пытался стать депутатом: один раз от округа Дублин Юг-Запад (1954), дважды от округа Дублин Юг-Центр (1961, 1965), и один раз от округа Дублин Центр (1973), в каждом случае набрав около одного процента. Выступая за учреждение в Ирландии социалистической республики, он не особо преуспел по причине малочисленности пролетариата ввиду слабого развития промышленности, а также столкнулся с католическим консерватизмом ирландцев и насаждаемым церковью страхом перед коммунизмом. Так, архиепископ Дублина Джон Маккуйэд в своих проповедях призывал не голосовать за О’Риордана, заявив, что каждый, кто поступит иначе, впадёт в смертный грех. В прессе он фигурировал только как «Красный О’Риордан». Тем не менее, драматург Шон О’Кейси, известный своими левыми взглядами, выпустил специальное обращение в поддержку О’Риордана, а также переписывался с ним и его женой. В последующие годы О’Риордана также поддержал музыкант Люк Келли, основатель группы «The Dubliners».
17 марта 1962 года на 4-й национальной конференции лиги она была переименована в партию с таким же названием, генеральным секретарём которой остался О’Риордан. 25 января 1969 года под его председательством состоялось совместное совещание Ирландской рабочей партии и Коммунистической партии Северной Ирландии с целью объединения под именем Коммунистической партии Ирландии. 15 марта 1970 года в Белфасте состоялся объединительный конгресс двух партий и О’Риордан стал генеральным секретарём компартии, воссозданной на всей территории Ирландии с отделениями в 32 округах. 4 мая 1984 года О’Риордан ушёл с должности генсека партии, которую занял Джеймс Стюарт, но в то же время был избран её национальным председателем, сменив Энди Барра. К тому времени О’Риордан был самым долгоправящим генеральным секретарём компартии во всей Европе, занимая эту должность более 30 лет, даже больше чем Сталин. Будучи лидером самой сталинистской партии Европы, он отмечал, что Сталин «был не совсем плох по сравнению с Гитлером, Муссолини или Франко», но при этом сам же помогал Москве в идеологической борьбе со сталинистами в Китае и Албании. В 1989 году О’Риордан ушёл с должности из-за проблем со здоровьем, но продолжил быть членом Национального исполнительного комитета партии.

### Политическая позиция, отношения с соцлагерем
В подходе ко всем международным событиям и проблемам мы руководствуемся принципами пролетарского интернационализма в его многообразных формах, такими, как поддержка всех народов, ведущих борьбу за национальное освобождение, а также мировой социалистической системы.
О’Риордан последовательно придерживался просоветского курса по любому крупному вопросу. В 1956 году О’Риордан выразил поддержку советским войскам в подавлении революции в Венгрии, охарактеризовав её как «контрреволюцию» и отметив, что «я не только не критиковал Красную Армию за её вторжение, но я был бы первым, кто подверг бы её критике, если бы они этого не сделали»; в этом с ним был солидарен и О’Кейси, аргументировавший свою позицию тем, что иначе в Венгрии установился бы фашистский режим для последующего нападения на СССР. В 1968 году О’Риордан также поддержал советское вторжение в Чехословакию, но на этот раз он столкнулся с несогласием товарищей, а его точку зрения не поддержал политический комитет собственной партии. В конце концов из партии вышло несколько человек, образовавших Ирландское марксистское общество, вставшее на позиции еврокоммунизма. По утверждениям журналистов, О’Риордан «буквально побирался» в советских учреждениях, и как докладывал в Москву заведующий бюро АПН в Великобритании, он сообщил о намерениях писать в советскую прессу «по одной аналитической статье в месяц о рабочем движении Ирландии, о социально-экономических проблемах страны», надеясь, что «гонорар за его статьи будет выплачиваться в английских фунтах», однако при этом «вопрос о размере гонорара он не поднимал, но в ходе беседы сложилось впечатление, что он согласится на любую сумму, предложенную ему».
Вообще, убожество «нашего» комдвижения как-то особенно густо представилось мне на этот раз [на празднованиях по случаю 50-летия СССР]. С одной стороны — О’Риордан, которого здесь сажают в президиум, а в Литве, где он выступал на торжествах, буквально носили на руках. Снечкус его обильно цитировал с трибуны Кремлёвского дворца. А у себя в Ирландии его никто не знает, никто, ни левые, ни правые, ни те, кто бросает бомбы, ни англичане, не берут всерьез, если им вообще известно что-либо о его партии, состоящей из нескольких десятков человек.30 декабря 1972 года, из дневников Черняева.
В 1960-х годах О’Риордан играл одну из ведущих ролей в деятельности Дублинского жилищного агитационного комитета, организовал в Дублине первую демонстрацию против войны во Вьетнаме, был членом ирландского комитета солидарности с Чили, участвовал в работе Всемирного совета мира и выступал против распространения ядерного оружия (1976), участвовал в кампании поддержки «бирмингемской шестёрки» и присутствовал на судебном процессе по их апелляции в 1990 году, а в 1998 году отправился на Кубу в рамках кампании «Пасторы за мир» против блокады острова со стороны США. Присутствовал и выступал на XXIII (1966), XXIV (1971), XXV (1976), XXVI (1981) съездах КПСС. В 1976 году участвовал в работе 1-го съезда Коммунистической партии Кубы в Гаване, председательствовал на закрывающей сессии 29-й конференции коммунистических и рабочих партий Европы в Берлине. Как отмечал Анатолий Черняев (заместитель заведующего Международным отделом ЦК КПСС), за время визитов в СССР у Риордана появилась «советская жена», бывшая его местной переводчицей и ставшая его любимой русской женщиной.
Приезжал О’Риордан. После своего съезда (компартии Ирландии). Предлог — рассказать о XVI съезде своей партии. «Идеологический съезд». Отменили решение 1968 года по Чехословакии. В партии 600 человек. У меня с ним была скучная беседа. Когда я его спросил о работе коммунистов, что, собственно, они делают в стране, он вновь стал рассказывать о положении дел вообще в Ирландии. И был очень смущен. А просьбы? — Оплатить билеты для делегации на съезд КП США, — принять 23 человека в Ленинскую школу. Однако, когда я упросил Б.Н.’а его принять, он подготовился и произвел на Б.Н.’а впечатление боевого, идейного, верного лидера, «каких побольше бы в других партиях». Тем не менее Б. Н. кинул ему вопрос о численности партии и потом не раз возвращался, что, мол, все хорошо, но «мало, мало членов». Записали О’Риордана на телевидении, посадили в президиум во Дворце съездов на ленинском вечере (доклад Суслова). Обласкали. А перед этим несколько недель пребывал в ГДР, где тоже был обласкан. Вот так он и содержит свою партию, в которой, конечно, не 600, а дай бог, сотня.26 апреля 1975 года, из дневников Черняева.
В 1966 году в 30-ю годовщину начала гражданской войны в Испании, О’Риордан принял участие в съезде-воссоединении ветеранов интербригад, прошедшем в Берлине — столице ГДР, восточной части Германии. Там он впервые поднял вопрос о возвращении останков Райана на родину в Ирландию. В 1940 году, после захвата в плен силами Франко, он был передан немцам и совершил неудачную попытку заручиться поддержкой дела ирландских республиканцев среди нацистов, а в 1944 году скончался в Дрездене от пневмонии и был похоронен на кладбище Лошвица. Сам О’Риордан всячески настаивал на том, что Райан «был великим человеком, он никогда не сотрудничал с нацистами, мы это знаем». Тем не менее, репатриация стала деликатным вопросом для восточногерманских функционеров, которым нужно было показывать западу свою страну с хорошей стороны, и после обращения родственников Райана в министерство иностранных дел Ирландии в ход пошла «трупная дипломатия», то есть передача останков в обмен на установление дипломатических отношений с ГДР. В 1979 году останки Райана при участии О’Риордана и с санкции восточногерманского руководства наконец были перезахоронены на кладбище Гласневин, а в следующем году Ирландия признала ГДР на дипломатическом уровне.

### Участие в операции КГБ по снабжению ИРА оружием
Несколько дней тут [в секретариате ЦК] был О’Риордан (со 2 по 7) — Генеральный секретарь КП Ирландии. Опять просил оружия для ИРА (выступает в роли посредника, чтоб «после победы» было на что сослаться). Ему уже два года отказывали. Загладин устраивал ему встречи с кгбэшниками, которые ему доказывают, что по техническим причинам переслать оружие трудно, опасно, почти невозможно. А он дело представляет себе просто: советская подлодка или рыболовный корабль сбрасывает где-то км. в 100 от Ирландии груз, оставляет буек, а потом ировцы на лодке забирают его… Пока удаётся морочить ему голову…
6 ноября 1969 года О’Риордан направил письмо в Центральный Комитет Коммунистической партии Советского Союза, в котором отметил, что «между ИРА и ирландскими коммунистами всегда существовали более или менее хорошие отношения», а «в течение более года существует и действует негласный механизм консультаций между руководством ИРА и Объединённым советом Ирландской рабочей партии и Компартии Северной Ирландии» касательно «тактических методов, используемых в совместной борьбе за гражданские права и национальную независимость Ирландии», после чего передал просьбу Катала Гулдинга и Шеймуса Костелло о предоставлении ИРА «2000 автоматов (7,62 мм) и 500 патронов к каждому; 150 ручных пулеметов (9 мм) и 1000 патронов к каждому» на случай гражданской войны в Северной Ирландии. В ЦК предложили Комитету государственной безопасности и министерству обороны СССР рассмотреть просьбу О’Риордана, особо отметив, что оружие должно быть несоветского производства для того, чтобы никак нельзя было увязать деятельность ИРА и СССР.
Лишь через два года, в 1972 году, после настоятельных просьб и личного приезда О’Риордана в Москву для консультаций по поводу обеспечения «необходимой конспирации при передаче оружия и сохранению в тайне источника его получения», а также его заверений в том, что «транспортная и все другие операции будут осуществляться членами официальной ИРА, которые ничего не будут знать о том, откуда появились военные материалы и где их достали», председатель КГБ Юрий Андропов проинформировал ЦК о готовности к организации и проведению операции под кодовым названием «Всплеск». По плану КГБ передача оружия должна была быть осуществлена «путем его затопления в ночное время на глубину 40—42 метров в нейтральных водах в районе банки Стантон в 90 километрах от побережья Северной Ирландии», уже обследованного разведывательным кораблём «Редуктор», для чего «очередной разведывательный корабль» должен выйти из Мурманска, опустить груз с рыболовным буем в условленной точке и немедленно покинуть район проведения операции. Груз, вместо новых автоматов и пулеметов, представлял собой лишь «трофейное немецкое оружие в количестве двух пулеметов, семидесяти автоматов и ста пистолетов „Вальтер“, обработанное смазкой западногерманского производства, и 41 600 патронов к нему», упакованные «в 14 пакетов, весом 81,5 кг каждый», причём упаковочный материал был приобретён резидентурами КГБ за рубежом. Через два-три часа после отхода разведкорабля «рыболовецкое судно друзей» должно было выйти в намеченную точку, найти буй, поднять пакеты и доставить их в один из ирландских портов для дальнейшего конспиративного распределения.
Мы против террористической деятельности «временной» ИРА, против организуемых ею взрывов и покушений; мы против всего этого. Но в первую очередь мы выступаем против террора английской армии, английских вооруженных сил, которые импортировали этот террор в нашу страну. Действия «временной» ИРА — это действия по оказанию сопротивления подобному террору. Мы не против этого сопротивления. Но мы полагаем, что отпор политике террора, к которой прибегает государство, могут дать только народные массы. Организуемые «временной» ИРА взрывы бомб — это акции небольшой группы  людей. Но, осуждая подобную деятельность «временной» ИРА, мы не должны забывать, что главную ответственность за терроризм несут английское правительство и английская армия.Оценка терроризма ирландскими коммунистами, данная О’Риорданом после взрывов в Бирмингеме в 1974 году.
О существовании плана операции «Всплеск» стало известно из опубликованной в 1994 году автобиографии президента России Бориса Ельцина, указывавшего на то, что ему неизвестно было ли доставлено оружие или нет. Бывший сотрудник КГБ Василий Митрохин, перебравшийся в 1992 году в Великобританию с несколькими томами документов КГБ, на основании письменных доказательств подтвердил факт проведения операции, а историк MI5 Кристофер Эндрю отметил, что оружие с большой вероятностью использовалось в разборках между двумя частями разделившейся к тому времени ИРА — Временной и Официальной. Сам О’Риордан утверждал, что ни в чём таком не замешан и стал жертвой подлога. Меж тем, его имя рядом с аббревиатурой КГБ впоследствии всплыло ещё раз — в связи с убийством 27 августа 1979 года лорда Маунтбеттена, родственника королевы Великобритании Елизаветы II, рыбачившего на яхте у побережья Ирландии и подорвавшегося на взрывчатке в результате теракта ИРА. По данным журналистов, ранее в том же году некий не названный по имени полковник КГБ во время встречи с О’Риорданом в Москве пообещал организовать передачу ИРА взрывчатки, но руководство КГБ проигнорировало этот разговор. Уже после убийства, как указывалось в прессе, полковник был помещён в психиатрическую больницу, а О’Риордану урезали финансирование.

### Последние годы, смерть и похороны
В 1991 году жена О’Риордана, Кэй, умерла в возрасте 81 года, а её прах был развеян в Карлингфорд-Лохе. В том же году, после распада СССР, над Кремлём был спущен красный флаг, однако О’Риордан поднял свой над домом Коннолли на Эссекс-стрит в Дублине, сказав, что «наш флаг остаётся красным». В 1996 году декретом короля Испании по решению правительства социалистов все бойцы интербригад получили право на испанское гражданство. О’Риордан воспользовался этой возможностью и в том же году на церемонии в здании парламента Испании в Мадриде получил сертификат о гражданстве. Его всегда можно было найти в штаб-квартире партии — книжном магазине «Connolly Books» в Темпл-Баре, или в пабе за пинтой пива и бокалом виски. Также О’Риордан часто посещал родной Корк: «Невозможно было пройти с ним по улице, чтобы его несколько раз не остановили и не вовлекли в беседу». В 2001 году он был приглашён на конференцию Лейбористской партии, где выступил с речью. Последний раз на публике он появился в 2005 году на открытии мемориала ирландским ветеранам гражданской войны в Испании и собрании Мемориального фонда Интернациональных бригад в Либерти-холле в Дублине, где встретился с президентом Ирландии Мэри Макэлис.
Майкл О’Риордан выступил против потока ирландского консерватизма и господства клерикализма, повернувшего движение Ирландии вспять и изолировавшего её в 1930-х, 40-х и 50-х годах. Он оставался верен своим трудам и социалистическим ценностям на протяжении всей своей жизни. Хотя он был приверженцем Коммунистической партии, он призвал поколения молодых ирландских социалистов присоединиться к Лейбористской партии, работе на благо демократии для процветания Ирландии, свободной и справедливой, сострадательной и терпимой. И то обстоятельство, что сейчас такие чувства воспринимаются как естественные, является следствием преобразований, начавшихся благодаря мужеству таких как О’Риордан.
18 мая 2006 года Майкл О’Риордан скончался мирно во сне в возрасте 88 лет в Дублине. До этого он был госпитализирован, а также пережил сердечный приступ. У О’Риордана остались сын и дочь, а также пять внуков. Он умер спустя 90 лет и шесть дней с момента казни Джеймса Коннолли британцами, пережив СССР на 15 лет. После кончины О’Риордана последним живым ирландским ветераном гражданской войны в Испании стал 88-летний Боб Дойл.
Свои соболезнования выразила президент Ирландии Мэри Макэлис, сказавшая, что «на протяжении всей своей жизни Майкл О’Риордан был известен своим мужеством и неослабевающей приверженности правам трудящихся». Премьер-министр Ирландии Берти Ахерн назвал О’Риордана «бесстрашным борцом за рабочее движение на протяжении всей своей жизни», отдав дань уважения «одному из тех, кто был готов принести большие жертвы в борьбе за демократию в Испании в 1930-х годах». Президент Лейбористской партии Майкл Хиггинс сказал, что О’Риордан «запомнится как ведущая фигура в этой небольшой группе принципиальных интернационалистов, отправившихся сражаться за Испанскую республику в 1936 году», в то время, когда «Ирландия находилась на самом дне реакции и сектантства», а им самим «противостояли силы реакции внутри страны и военные интервенты за рубежом», особо отметив, что «на всех моих встречах с Майклом я видел в нём человека с выдающимися принципами, с огромной преданностью социализму и, прежде всего, с отличным чувством юмора, необходимым для исповедования таких взглядов в такой враждебной среде». Президент «Шинн Фейн» Джерри Адамс отметил, что О’Риордан «был политически активен на протяжении всей своей жизни и вдохновлял всех тех, кто знал его. Он был активным республиканцем, интернационалистом, коммунистом и приверженцем ирландского языка. […] Будучи лидером Коммунистической партии Ирландии, он продолжал бороться с несправедливостью и за социальные перемены до самого конца своей жизни».
Поминки по О’Риордану прошли в его доме по ирландским народным традициям под музыку и песни. 20 мая гроб, покрытый флагами «Звёздный плуг» Коннолли, Ирландии и Испанской республики, был на руках пронесён через толпу в несколько сотен человек с красными знамёнами до крематория кладбища Гласневин, стоящего на той же дороге, что и дом О’Риордана. Прощание было проведено по светским обычаям, начавшись с исполнения «Интернационала», а тело О’Риордана было кремировано. На похоронах присутствовали генеральный секретарь Коммунистической партии Ирландии Юджин Маккартан, действующий и бывший лидеры Лейбористской партии Пэт Рэббитт и Руайри Куинн, лейбористский переднескамеечник Джоан Бертон, бывший лидер Рабочей партии Ирландии Томас Макгилл, бывший депутат от «Фианна Файл» Найл Эндрюс, лидеры профсоюзов Джек О’Коннор (Союз работников сферы услуг и промышленности), Мик О’Райли (Союз ирландских работников транспорта и разнорабочих), Дэвид Бегг (Ирландский конгресс профсоюзов), посол Кубы в Ирландии Ноэль Каррильо, актёр Патрик Бергин, певец Ронни Дрю, художник Роберт Баллаг. 12 мая 2007 года родственники О’Риордана развеяли его прах над Эбро, в том месте, где он с флагом пересёк реку. Другая часть праха О’Риордана была развеяна в Карлингфорд-Лохе, где ранее упокоилась его жена.

## Память
Будучи активным журналистом и публицистом помимо политической деятельности, в 1977 году О’Риордан подготовил исследование «Страницы истории советско-ирландских отношений», в котором рассказал о малоизвестном историческом факте, а именно о переговорах 1920 года касательно заключения договора о дружбе между Ирландией и РСФСР. В 1979 году он написал и опубликовал книгу «Колонна Коннолли: История ирландцев, сражавшихся за Испанскую республику, 1936—1939», в которой рассказал об ирландских добровольцах интербригад. В 1983 году наиболее важные выступления О’Риордана в печати были изданы в Советском Союзе в виде сборника под названием «Классовая борьба и национальный вопрос», опубликованном издательством «Мысль». В 1987 году книга «Колонна Коннолли» вышла на русском языке в издательстве «Политиздат». Новое ирландское издание было выпущено в 2005 году при участии журналиста Катала О’Шэннона и лорд-мэра Дублина Майкла Конагана. Как рассказывал певец-песенник Кристи Мур, именно книга О’Риордана вдохновила его на создание знаменитой песни «Viva la Quinta Brigada». В 2006 году именем О’Риордана было названо отделение молодёжного крыла Лейбористской партии в Университетском колледже Дублина. В 2011 году в свет вышла биография О’Риордана «Становление лидера ирландских коммунистов», написанная Майклом Куинном. В 2018 году написанная каталанским художником Пере Пикером картина «Бригадист с саньерой», изображающая момент переправы О’Риордана с флагом Каталонии через реку на лодке, была передана в дар Музею битвы на Эбро в Гандесе.

## Награды
- Орден Октябрьской революции (СССР, 11 ноября 1977) — «за заслуги в борьбе за мир, демократию и социальный прогресс, активную деятельность по развитию дружественных отношений между народами Ирландии и Советского Союза и в связи с шестидесятилетием со дня рождения»[158].
- Орден Карла Маркса (ГДР, 14 ноября 1977)[159].
- Орден «Звезда дружбы народов» в золоте (ГДР, 22 сентября 1987)[160].
- Орден Дружбы народов (СССР, 11 ноября 1987) — «за большие заслуги в борьбе за дело социального прогресса, укрепление идей мира и сотрудничества между народами, дружбы с Советским Союзом и в связи с семидесятилетием со дня рождения»[161].
- Орден Дружбы (ЧССР, 3 ноября 1988)[162].
- Медаль Дружбы[англ.] (Куба, 20 сентября 2005) — «в знак признания работы, развёрнутой в деле укрепления солидарности с Коммунистической партией Кубы и её революцией, а также за активное участие в кампании за освобождение 5-ти Героев-узников империи, несмотря на свой преклонный возраст и хрупкое состояние здоровья»[163]. Вручена на церемонии в Либерти-холле[англ.] в Дублине послом Кубы в Ирландии Терезитой Трухильо от имени Фиделя Кастро[164].

## Избранная библиография
- Michael O'Riordan. Pages From History: On Irish-Soviet Relations (англ.). — New Books Publications, 1977. — 79 p.
- Michael O'Riordan. Connolly Column: the story of the Irishmen who fought in the ranks of the International Brigades in the national-revolutionary war of the Spanish people, 1936—1939 (англ.). — New Books, 1979. — 232 p.
- Майкл О’Риордан. Классовая борьба и национальный вопрос. — Издательство «Мысль», 1983. — 352 с.
- Майкл О’Риордан. Колонна Коннолли: Рассказ об ирландцах, сражавшихся в рядах интернациональных бригад в национально-революционной войне испанского народа 1936—1939 гг.. — Политиздат, 1987. — 255 с.
- Michael O'Riordan. Connolly Column: the story of the Irishmen who fought in the ranks of the International Brigades in the national-revolutionary war of the Spanish people, 1936—1939 (англ.). — Warren & Pell, 2005. — 232 p.